# Моріс Мартенс
Моріс Мартенс (нід. Maurice Martens, нар. 5 червня 1947, Алст) — бельгійський футболіст, що грав на позиції захисника.
Виступав, зокрема, за клуби «Андерлехт» та «Моленбек», а також національну збірну Бельгії.
Триразовий чемпіон Бельгії.

## Клубна кар'єра
У дорослому футболі дебютував 1967 року виступами за команду клубу «Андерлехт», в якій провів чотири сезони, взявши участь у 48 матчах чемпіонату. За цей час двічі виборював титул чемпіона Бельгії.
У 1971 році перейшов до клубу «Моленбек», за який відіграв 12 сезонів. Більшість часу, проведеного у складі «Моленбека», був основним гравцем захисту команди. За цей час додав до переліку своїх трофеїв ще один титул чемпіона Бельгії. Завершив професійну кар'єру футболіста виступами за команду «Моленбек» у 1983 році.

## Виступи за збірну
У 1971 році дебютував в офіційних матчах у складі національної збірної Бельгії. Протягом кар'єри у національній команді, яка тривала 10 років, провів у формі головної команди країни лише 26 матчів, забивши 2 голи.
У складі збірної був учасником чемпіонату світу 1970 року у Мексиці, чемпіонату Європи 1972 року у Бельгії, на якому команда здобула бронзові нагороди, чемпіонату Європи 1980 року в Італії, де разом з командою здобув «срібло».

## Титули і досягнення

### Командні
- Чемпіон Бельгії (3):

«Андерлехт»: 1966—1967, 1967—1968
«Моленбек»: 1974—1975
- Віце-чемпіон Європи: 1980

### Особисті
- Гравець року в Бельгії: 1973